# Писар польний
Писар польний (пол. Pisarz polny, лат. notarius campestris) — військова посада Речі Посполитої. У Великому князівстві Литовському був писар польний литовський, а в Короні — писар польний коронний.

## Історія посади
Посада військового (польного) писаря була створена близько 1510 року для того, щоб позбавити гетьманів адміністративної роботи. З 1633 року писар не міг посідати жодної сенаторської посади.
У XVII столітті писар разом зі стражником великим, стражником польним і обозним утворили гетьманський штаб, який вирішував військові та казначейські справи, вів записи та звіти про кількість вояків. Завданням цього штабу був також контроль за якістю озброєнь і устаткування на підставі приписів та укладених угод. Співробітники штабу також займалися комплектацією та забезпеченням армії.
Після значного скорочення армії 1717 року посада писаря польного втратила свою вагу. З моменту створення 1775 року Військового департаменту Постійної Ради, фактично, посада писаря стала непотрібною, оскільки справами фінансування та забезпечення військ займалися Військова комісія, Військовий департамент Постійної ради та Королівська військова канцелярія. Проте писар польний залишився нижчим урядовцем у Військовому департаменті. Він також отримував дуже високу зарплату: писар польний коронний отримував 30 000 злотих щорічно, а писар польний литовський — 15 тисяч злотих.
Протягом 1764—1792 років посада писаря польного була лише формальною та почесною, тому вона залишалася в руках магнатів. Під час реформ Чотирирічного сейму 1790 року Сейм відновив статус цієї посади, піднявши писарів польного коронного та литовського до рангу генерал-лейтенанта (найвищого військового звання тодішньої польської армії), і доручивши їм інспектувати армію по всій країні. Діяльність, яку доручали писарям, була пов'язана з плановим розширенням кількісного складу армії.
Першим писарем польним був Вацлав Баворовський, а одним з останніх і найбільш заслуженим був письменник Казимир Жевуський.

## Компетенції уряду
Писар був членом «штабу» гетьмана. До його компетенції належало військове управління (заміщував у цьому гетьмана), проводив перепис армії, який він представляв на початку кожної каденції сейму, проводив перевірки військових частин, виплачував жовнірам зарплату (жолд). Він опікувався устаткуванням підрозділів, пильнував за якістю зброї, і був зобов'язаний повідомити короля або гетьмана про будь-які недоліки. Він інспектував замки України (цей обов'язок перейшов до нього від командувачів Оборони поточної). Зазвичай, він брав участь у всіх військових виправах.
Писар польний, як і інші урядники, перед зайняттям своєї посади повинен був прийняти присягу. Без цього всі дії, які він здійснив, а також звіти, подані до Сейму, вважалися недійсними. 
У полках писарі польні допомагали писарям полковим.

## Деякі відомі писарі польні коронні
- Станіслав Орлик — предок гетьмана Пилипа Орлика
- Балтазар Станіславський (1581-1582)
- Ян Потоцький (з 1594 р.)
- Стефан Потоцький (з 1612 р.)
- Миколай Потоцький (1629-1637)
- Домінік Александер Казановський (1637–1648)
- Анджей Сєраковський (1649)
- Адам Єронім Синявський (1649)
- Зиґмунт Пшиємський (1650-1652)
- Ян Фридерик Сапіга (1653—1664)
- Якуб Потоцький (1664—1671)
- Міхал Потоцький (з 1686 р.)
- Стефан Станіслав Чарнецький (1671-1703)
- Вацлав Петро Жевуський (з 1732 р.)
- Міхал Юзеф Жевуський (1736-1752)
- Франциск Жевуський (1752-1774)
- Казимир Жевуський (1774–1792)

## Деякі відомі писарі польні литовські
- Лев Сапіга (з 1581 р.)
- Олександр Корвін-Госевський (1630—1639)
- Владислав Петрович Волович (1639—1653)
- Ян Самійлович Огінський (1669—1672)
- Кароль Юзеф Сапєга (1730—1748)
- Михайло Казимир Огінський (1748—1764)